# 1015
1015（千十五、一〇一五、せんじゅうご）は自然数、また整数において、1014の次で1016の前の数である。

## 性質
- 1015は合成数であり、約数は1, 5, 7, 29, 35, 145, 203, 1015である。
  - 約数の和は1440。
- 14番目の四角錐数である。1つ前は819、次は1240。
- 140番目の楔数である。1つ前は1010、次は1022。
  - 楔数がハーシャッド数になる33番目の数である。1つ前は1010、次は1066。
- 220番目のハーシャッド数である。1つ前は1014、次は1016。
  - 7を基とする7番目のハーシャッド数である。1つ前は700、次は1141。
  - nを基とするn番目のハーシャッド数である。1つ前は132、次は1016。（オンライン整数列大辞典の数列 A82260）
- 各位の和が7になる38番目の数である。1つ前は1006、次は1024。
- 1015 = 322 − 9
  - n = 32 のときの n2 − 9 の値とみたとき1つ前は952、次は1080。(オンライン整数列大辞典の数列 A028560)

## その他 1015 に関連すること
- 西暦1015年
- 10・15モード燃費